# Boulazac Isle Manoire
Boulazac-Isle-Manoire es una comuna nueva francesa situada en el departamento de Dordoña, de la región de Nueva Aquitania.

## Historia
Fue creada el 1 de enero de 2017, en aplicación de una resolución del prefecto de Dordoña de 26 de septiembre de 2016 con la unión de la comuna de Sainte-Marie-de-Chignac, y las comunas delegadas de Atur, Boulazac y Saint-Laurent-sur-Manoire, de la comuna nueva de Boulazac-Isle-Manoire, pasando a estar el ayuntamiento en la comuna delegada de Boulazac.

## Demografía
| Gráfica de evolución demográfica de Boulazac-Isle-Manoire entre 1800 y 2014 |
|                                                                             |

Los datos entre 1800 y 2014 son el resultado de sumar los parciales de las cuatro comunas que forman la nueva comuna de Boulazac-Isle-Manoire, cuyos datos se han cogido de 1800 a 1999, para las comunas de Atur, Boulazac, Sainte-Marie-de-Chignac y Saint-Laurent-sur-Manoire de la página francesa EHESS/Cassini. Los demás datos se han cogido de la página del INSEE.

## Composición
| Comuna delegada           | Código INSEE | Población (2013) | Superficie (km²) | Densidad (hab./km²) |
| ------------------------- | ------------ | ---------------- | ---------------- | ------------------- |
| Atur                      | 24013        | 1901             | 19.13            | 99                  |
| Boulazac                  | 24053        | 6851             | 14.58            | 470                 |
| Sainte-Marie-de-Chignac   | 24447        | 585              | 11.80            | 50                  |
| Saint-Laurent-sur-Manoire | 24439        | 945              | 10.44            | 91                  |